# Guémoukouraba
Guémoukouraba is een gemeente (commune) in de regio Kayes in Mali. De gemeente telt 10.100 inwoners (2009).
De gemeente bestaat uit de volgende plaatsen:
- Dionfa
- Guémoucouraba
- Guéssebiné
- Moutan Kakolo
- Sakora